# ژان دو ونت
ژان دو ونت  (به فرانسوی: Jean de Venette) نویسنده قرن چهاردهم میلادی اهل فرانسه است.